# Ngựa Jennet Tây Ban Nha

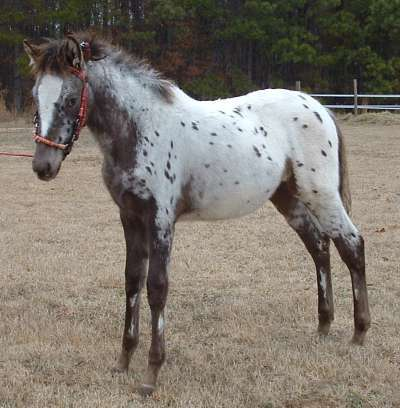
Ngựa Jennet Tây Ban Nha

Ngựa Jennet Tây Ban Nha hay còn gọi gọn là ngựa Tây Ban Nha là một giống ngựa có nguồn gốc từ Mỹ. Chúng là một giống mới đăng ký dành riêng cho một nỗ lực để tái tạo nhiều màu của ngựa gaited tương tự như ngựa Tây Ban Nha hoặc lịch sử "ngựa Tây Ban Nha." Ngựa Tây Ban Nha là một loại ngựa phổ biến trong thời Trung cổ, được biết đến với sự hiện diện, phong cách của họ và chuyến đi suôn sẻ. Nó thường được cưỡi bởi giới quý tộc châu Âu. Một số đầu Jennets chưng diện pinto hoặc đốm báo.

## Lịch sử
Ngựa Tây Ban Nha là một loại ngựa hơn một giống riêng biệt, và đã bị tuyệt chủng. Hầu hết những con ngựa Trung Cổ nuôi trong thế kỷ thứ 16 tại Tây Ban Nha và các nơi khác không phải là "giống" theo nghĩa hiện đại của từ này. Trong chuyên luận "Il Cavallarizzo" được viết bởi Claudio Corte năm 1562, ba năm sau khi kết thúc Đại chiến Ý, tác giả mô tả dài dòng những phẩm chất của "Ginecti" (Jennets) như ngựa hữu ích cho chiến tranh. Theo Corte, Jennet là một trong những con ngựa thường được sử dụng bởi các kỵ binh nhẹ Tây Ban Nha. Kỵ binh nặng Tây Ban Nha sử dụng một giống khác nhau mà Corte ám chỉ là "Villanos".
Thật thú vị, không có đề cập đến ngựa Andalucia như một con ngựa chiến tranh trong cuốn sách của Corte, chỉ ra rằng đó giống hoặc không tồn tại hoặc đã không được sử dụng cho chiến tranh trong sự trỗi dậy của Tây Ban Nha như một Sức mạnh chính liệt cường của châu Âu trong 1494-1562. Lâu đài của Venafro trong khu vực Ý của Molise (đó là dưới sự cai trị của Tây Ban Nha trong những năm 1500) có nhiều bức bích họa miêu tả "Ginecti" (Jennets), mà dường như rất giống với một ngày Criollo ngựa hiện đại hay một Peru Paso.
Ngựa Tây Ban Nha từ Tây Ban Nha đã trở thành đồng bộ hơn trong loại do một khu vực địa lý duy nhất sản xuất chúng cũng như các thế hệ của nhân giống chọn lọc trong thời Trung Cổ để cho ra một con ngựa cưỡi đó là phù hợp với phong cách cưỡi La jineta. Nó sẽ không bao giờ xảy ra với một người Tây Ban Nha của thế kỷ thứ 16 để phân biệt "giống" trên cơ sở các giấy tờ đăng ký như chúng ta ngày nay. Trong thời gian đó trong lịch sử các nhà lai tạo và nuôi chim của những con ngựa đặc biệt sẽ được gọi là con ngựa bằng tên của các vùng hay gia đình mà nuôi chúng ví dụ, Guzmán, Asturcón.
Như con ngựa Iberia các loại đã đến châu Mỹ và người Tây Ban Nha của thế giới mới được bảo tồn phong cách cưỡi cũng như những con ngựa phù hợp phong cách này, những con ngựa đã trở thành được gọi đơn giản là "Ngựa Tây Ban Nha." Hôm nay, một số con cháu của những Jennets Tây Ban Nha được biết đến như Paso Finos và Peru Pasos. Đây là con ngựa đó được đề cập bởi tên là tổ tiên của Paso. Fino và Peru Paso Horse (ngựa Tây Ban Nha Tây Ban Nha đã cho ngay cả tính khí của nó) giống cũng như nhiều giống hiện đại khác. 

## Đặc điểm
Các Paso Fino và Peru Paso đã chủ yếu lai xa và lông chúng trong đó bao gồm các mẫu đốm. Các trường hợp ngoại lệ đáng chú ý là pinto Paso Fino. Tuy nhiên các nhà sử học đồng ý rằng ngựa Tây Ban Nha thời kỳ đầu đã thực sự đi vào mô hình kỳ lạ hơn. Ngựa Tây Ban Nha là một giống mới của ngựa Tây Ban Nha loại đang được tạo ra thông qua những nỗ lực của người Tây Ban Nha Horse Society.
Chúng là một động vật đẹp cân đối giữa chiều cao và cấu trúc vừa phải. Trong Cơ bắp hoặc xương được coi là lỗi. Sự xuất hiện tối ưu là tinh tế với một ngực sâu, xương sườn rất cong và chiều dài trung bình trở lại mạnh mẽ với rộng, thắt lưng rất cơ bắp. Loài này đi kèm trong mỗi màu lông ngựa trong thế giới con ngựa, ngoại trừ màu xám. Ngựa xám được loại trừ khỏi đăng ký để loại bỏ sự mất mát của các mô hình thông qua các quá trình già. Ngựa Tây Ban Nha là một con ngựa tự nhiên nhanh nhẹn và khỏe mạnh, có khả năng, chúng có một cảm giác bò tự nhiên, được thừa hưởng từ việc sử dụng của các tổ tiên của giống trên gia súc và trại chăn nuôi trong nhiều thập kỷ.